# Яшари, Адем
Адем Яшари (алб. Adem Jashari, сербохорв. Adem Jašari / Адем Јашари; 28 ноября 1955, Преказ — 7 марта 1998, там же) — албанский военный деятель, один из основателей, идеологов и ведущих командиров Армии освобождения Косова —  организации, состоявшей из косовских албанцев и боровшихся за выход Косова и Метохии из состава Союзной Республики Югославия, а также за образование в будущем Великой Албании.
С 1991 года Адем Яшари участвовал в серии вооружённых столкновений с югославской полицией, несколько раз побывав в Албании и пройдя военную подготовку. В 1993 году его арестовали власти Албании, но по ходатайству ВС Албании вынуждены были его освободить, после чего Яшари вернулся в Косово и продолжил свои диверсии. В Союзной Республике Югославия он был признан террористом, а в июле 1997 года Приштинский окружной суд Союзной Республики Югославия заочно приговорил Яшари к 20 годам тюрьмы за террористическую деятельность. После нескольких неудачных попыток ликвидации полиция Югославии всё же сумела уничтожить Яшари: в марте 1998 года Яшари и почти вся его семья (58 человек, включая жену, брата и сына) были убиты в Преказе во время спецоперации МВД Югославии.
В современных Албании и Республике Косово Адем Яшари почитается как национальный герой и символ независимости Косово: в 2008 году его посмертно наградили званием Героя Косово. Имя Адема Яшари носят Национальный театр Приштины, международный аэропорт Приштины и олимпийский стадион Приштины. Ему посвящена известная албанская песня «Mora fjalë».

## Биография

### Ранние годы
Адем Шабан Яшари родился 28 ноября 1955 года в деревне Преказ (Доне-Преказе) региона Дреница (Косовско-Метохийская автономная область Народной Республики Сербия в составе Федеративной Народной Республики Югославия) в семье учителя Шабана Яшари и Захиды Яшари. Адем происходил из рода албанских повстанцев, которые оказывали вооружённое сопротивление югославским частям в прошлые десятилетия. Он воспитывался на рассказах об албанских солдатах, поэтому его редко видели без оружия. Окончив среднюю техническую школу, Адем работал до 1991 года обычным крестьянином, но вместе со своим старшим братом Хамезом с 1975 года состоял в запрещённых организациях, боровшихся за отделение Косова и Метохии и создание Великой Албании. Адем Яшари был участником беспорядков в Косове в 1981 году, а в связи со своими политическими убеждениями также находился под тщательным наблюдением югославских спецслужб. Согласно свидетельству журналиста Тима Джуда, Яшари «ненавидел сербов и хотя был одним из первых новобранцев АОК, но идеологическим партизаном не являлся». Также Джуда приводит источник, согласно которому Яшари «любил выпить и пойти пострелять в сербов».

### Деятельность в АОК
Ещё во время существования Югославии населённый этническими албанцами холмистый регион Дреница в центральном Косово назывался некоторыми югославскими чиновниками «колыбелью албанского терроризма». Яшари, который был обычным малограмотным крестьянином, в 1991 году принял участие в вооружённом выступлении против сербских властей ещё до распада СФРЮ. В этот период сформировалась Армия освобождения Косово. Яшари и ещё около 100 албанцев в 1991—1992 годах прошли военную подготовку в албанском муниципалитете Лабинот-Мал (область Эльбасан), после чего стали совершать акты саботажа и терроризма против сербских властей Косово. 30 декабря 1991 года милиция СФРЮ взяла в окружение дом семьи Яшари в Преказе, где находились Адем и Хамез Яшари, однако попытка убить или арестовать Адема провалилась. На помощь к семье Яшари подошли другие косовские албанцы, которые вынудили полицию покинуть деревню.
В 1993 году Адем Яшари был арестован правительством Сали Бериши и отправлен в тюрьму в Тиране, но военнослужащие албанской армии, сочувствовавшие Армии освобождения Косова, добились освобождения не только Яшари, но и всех его идеологических соратников из АОК. Преказ был объявлен югославскими войсками закрытой для посещения зоной, и Яшари продолжил свои нападения в течение нескольких следующих лет, атакуя то воинские части сухопутных войск Югославии, то подразделения сербской полиции в Косово. 11 июля 1997 года Яшари и ещё 14 других косовских албанцев были заочно признаны югославским судом виновными в терроризме, а сам Яшари приговорён к 20 годам тюрьмы. Организация Human Rights Watch заявила о многочисленных процедурных нарушениях в ходе следствия.
Формально Яшари преследовался за убийство сербского полицейского, и югославские силы так или иначе пытались арестовать или ликвидировать его. 22 января 1998 года очередная попытка поймать Яшари в Преказе не увенчалась успехом, но даже в его отсутствие косовские албанцы занимались мародёрством и преследованием сербов, выгоняя их из собственных домов и даже выселяя из деревень. Через месяц отряд Армии освобождения Косово под командованием Яшари атаковал из засады югославских полицейских: четверо полицейских погибли, двое были ранены, а Яшари со своими людьми успел скрыться. 5 марта 1998 года отряд АОК снова напал на патруль в Преказе.

### Смерть
Югославская полиция мгновенно отреагировала на очередное нападение и организовала ответную миссию по ликвидации Яшари с использованием танков, бронетранспортёров и вертолётов при поддержке артиллерии, размещённой около ближайшего завода по производству боеприпасов. Согласно данным Human Rights Watch, полиция собиралась не только уничтожить Яшари и его людей, но и расправиться с их семьями за пособничество. Полиция  начала операцию в нескольких деревнях, которые были отмечены как укреплённые пункты АОК: правозащитники обвиняли полицию в том, что она не организовала предварительный вывод гражданских из зоны операции, вследствие чего стреляла без разбора по женщинам, детям и другим мирным гражданам. Семьи членов АОК и сами албанские сепаратисты отступили в укрытие Яшари, где и забаррикадировались. Полиция, окружив дом, потребовала от Яшари сдаться и дала ему 2 часа на раздумье. К моменту истечения предъявленного ультиматума из укрытия выбрались многие гражданские лица, однако Яшари отказался сдаваться полиции и приказал всей своей семье оставаться внутри, а своим людям — бороться до последнего человека.
Вскоре началась перестрелка. В один из домов, где собралась значительная часть семейства Яшари, угодил миномётный снаряд: его разрыв привёл к смертям многих людей. После двух- или трёхдневной осады полиция всё же захватила дом Яшари, где были обнаружены трупы Адема и его брата Хамеза, жены Адилье и 13-летнего сына Куштрима. Считается, что около 58 косовских албанцев (в том числе 18 женщин и 10 несовершеннолетних детей) погибли во время полицейской операции. Майор МВД Горан Радосавлевич заявил, что Яшари использовал женщин и детей в качестве живого щита и даже застрелил нескольких людей, попытавшихся сдаться или сбежать. Генерал югославской армии Небойша Павкович назвал операцию обычным делом по ликвидации опасного преступника, но сказал, что не помнит ничего из той операции, кроме её успешного завершения. Племянница Адема Яшари, Бесарта, выжила в том бою, но утверждала, что её заставили оговорить дядю под угрозой расправы.

### Последствия
Убийство Адема Яшари вместе с его семьей и другими родственниками вызвало международное неприятие действий властей Югославии, а в Армию освобождения Косова стали массово записываться добровольцы, которые хотели отомстить за смерть одного из ведущих командиров. 7 марта в морг больницы Приштины были вывезены 46 тел, которые на следующий день были вывезены в Србицу. По свидетельствам фотографов, сделавших снимки тела Яшари, смерть командира наступила после попадания пули в шею. 9 марта полиция заявила, что похоронит тела убитых, если это не сделают семьи погибших, а 10 марта полицейский бульдозер выкопал большую яму у Дони-Преказа, где и были в одной могиле похоронены тела 56 человек, из которых были опознаны как раз 46. 11 марта родственники перезахоронили всех погибших по исламскому обряду на так называемом «поле мира».

## Память
Адем Яшари почитается албанцами из Албании и Косово как национальный герой, сравниваемый со Скандербегом и албанскими качаками: он известен под прозвищами «Дядя» (алб. Bac), «Легендарный командир» (алб. Komandanti Legjendar) и «Отец АОК». В домах многих албанцев часто висела фотография Яшари, на которой он держал автомат. Яшари считается символом независимости Косова, поэтому в годовщину его смерти власти Республики Косово проводят различные памятные мероприятия, а его дом даже стал своеобразной святыней для косовских албанцев. Ежегодно на поле, где похоронена семья Яшари, приходят многие косовские албанцы.
С именем Адема Яшари связана известная косовская фраза «Bac, u kry!» (с алб. — «Дядя, всё кончилось!»), которая стала девизом независимости Косово, объявленной в 2008 году: фразу используют в совокупности с чёрно-белым портретом Яшари, стилизованным под изображение Эрнесто Че Гевары, выполненным Джимом Фицпатриком. В 2008 году Адем Яшари был награждён посмертно орденом и званием «Герой Косова» за свою роль в Косовской войне. Ныне имя Адема Яшари носят футбольный стадион в Митровице, Национальный театр в Приштине и международный аэропорт Приштины.